# Lista de prefeitos e vereadores de Ângulo (Paraná)
Esta é a lista de prefeitos do município de Ângulo, estado brasileiro do Paraná.
| Nº | Nome                                                           | Imagem                | Partido               | Vice                                                                      | Início do mandato      | Fim do mandato                                                                              | Observações                                                            |
| 1  | Ângelo de Adélio Marostica                                     |                       | PST                   | Jefferson Xavier dos Santos (PST)                                         | 1º de janeiro de 1993  | 31 de dezembro de 1996                                                                      | Primeiro prefeito e vice eleitos em sufrágio universal                 |
| 2  | Jeferson Xavier dos Santos                                     |                       | PFL                   | Antônio Cassalho Romano (PDT)                                             | 1º de janeiro de 1997  | 31 de dezembro de 2000                                                                      | Prefeito e vice eleitos em sufrágio universal                          |
| 3  | José Manoel de Campos Silva                                    |                       | PMDB                  | Erivaldo Lourenço da Silva (PMDB)                                         | 1º de janeiro de 2001  | 31 de dezembro de 2004                                                                      | Prefeito e vice eleitos em sufrágio universal                          |
| 3  | José Manoel de Campos Silva                                    | 1º de janeiro de 2005 | PMDB                  | Erivaldo Lourenço da Silva (PMDB)                                         | 31 de dezembro de 2008 | Prefeito e vice reeleitos em sufrágio universal                                             |                                                                        |
| —  | Erivaldo Lourenço da Silva (Valdo)                             |                       | PMDB                  | Antonio Valdecir Marostica (DEM)                                          | —                      | —                                                                                           | Prefeito e vice eleitos em sufrágio universal e cassados judicialmente |
| —  | Moisés Gomes da Silva (??, 1960–23.12.2011)                    |                       | PP                    | —                                                                         | 1º de janeiro de 2009  | 30 de abril de 2010                                                                         | Presidente da Câmara Municipal no cargo de prefeito interino           |
| 4  | Moisés Gomes da Silva (??, 1960–23.12.2011)                    | Pedro Vicentin (PPS)  | PP                    | 1º de maio de 2010                                                        | 23 de dezembro de 2011 | Prefeito e vice eleitos em eleições suplementares de 11/04/2010, falecido durante o mandato |                                                                        |
| —  | Pedro Vicentin (Joaquim Távora, 03.03.1943–26.10.2024)         |                       | PPS                   | —                                                                         | 24 de dezembro de 2011 | 31 de dezembro de 2012                                                                      | Vice-prefeito eleito no cargo de prefeito interino                     |
| 5  | Pedro Vicentin (Joaquim Távora, 03.03.1943–26.10.2024)         |                       | PPS                   | Rogério Aparecido Bernardo (PSL)                                          | 1º de janeiro de 2013  | 31 de dezembro de 2016                                                                      | Prefeito e vice eleitos em sufrágio universal                          |
| 6  | Rogério Aparecido Bernardo (Iguaraçu, 25.03.1982–)             |                       | PMN                   | Alexandre de Sousa Profeta, Panda (Moreira Sales, 24.10.1985–) (PMN)/(PL) | 1º de janeiro de 2017  | 31 de dezembro de 2020                                                                      | Prefeito e vice eleitos em sufrágio universal                          |
| 6  | Rogério Aparecido Bernardo (Iguaraçu, 25.03.1982–)             | PSD                   | 1º de janeiro de 2021 | Alexandre de Sousa Profeta, Panda (Moreira Sales, 24.10.1985–) (PMN)/(PL) | 31 de dezembro de 2024 | Prefeito e vice reeleitos em sufrágio universal                                             |                                                                        |
| 7  | Alexandre de Sousa Profeta, Panda (Moreira Sales, 24.10.1985–) |                       | PSD                   | Professor Antônio Valdecir Marostica (Iguaraçu, 20.10.1962–) (UNIÃO)      | 1° de janeiro de 2025  | Atualidade                                                                                  | Prefeito e vice eleitos em sufrágio universal                          |

## Vereadores
Esta é a lista de vereadores de Ângulo. A câmara municipal de Ângulo é formada por nove cadeiras, desde sua emancipação.

### 8ª Legislatura (2021–2024)
Estes são os vereadores eleitos nas eleições de 15 de novembro de 2020, pelo período de 1° de janeiro de 2021 a 31 de dezembro de 2024:
|   | Nome                                                                                 | Partido                          | Votos | %    | Observações |
| - | ------------------------------------------------------------------------------------ | -------------------------------- | ----- | ---- | ----------- |
| 1 | Odirlei Zavatini (2021-2022) (Iguaraçu, 27.05.1976–)                                 | Partido Social Democrático (PSD) | 170   | 7,59 | 5º mandato  |
| 2 | Marcelo Covre (2023-2024) (Iguaraçu, 30.12.1972–)                                    | Partido Social Democrático (PSD) | 158   | 7,05 | 4º mandato  |
| 3 | Leandro Rissardo de Andrade (Iguaraçu, 06.03.1973–)                                  | Partido Liberal (PL)             | 151   | 6,74 | 3º mandato  |
| 4 | Rozenete Ferreira da Silva, Neti (Santa Inês, 14.10.1969–)                           | Partido Liberal (PL)             | 121   | 5,40 | 1º mandato  |
| 5 | Márcio Cione Rissardo, Batata (Astorga, 16.11.1978–)                                 | Partido Social Democrático (PSD) | 121   | 5,40 | 3º mandato  |
| 6 | Lucas Moraes dos Santos, Lucas do Mercado (Ângulo, 08.04.1996–)                      | Partido Social Democrático (PSD) | 118   | 5,27 | 2º mandato  |
| 7 | André Luiz Peres Lopes (Rolim de Moura, 16.11.1987–)                                 | Partido Liberal (PL)             | 117   | 5,22 | 1º mandato  |
| 8 | Levi dos Santos Lima, Cabeleireiro (Iretama, 13.01.1975–)                            | Partido Social Democrático (PSD) | 116   | 5,18 | 2º mandato  |
| 9 | Rafael Mendes da Silva, Rafa do Lava Jato (Santa Cruz de Monte Castelo, 08.01.1989–) | Partido Liberal (PL)             | 106   | 4,73 | 1º mandato  |

### 7ª Legislatura (2017–2020)
Estes são os vereadores eleitos nas eleições de 2 de outubro de 2016, pelo período de 1° de janeiro de 2017 a 31 de dezembro de 2020:
|   | Nome                                                     | Partido                                            | Votos | %    | Observações |
| - | -------------------------------------------------------- | -------------------------------------------------- | ----- | ---- | ----------- |
| 1 | Josemir Marcos Maesta, Zeca (Iguaraçu, 02.10.1969–)      | Partido da Mobilização Nacional (PMN)              | 210   | 8,78 | 2º mandato  |
| 2 | Lucas Moraes dos Santos (Ângulo, 08.04.1996–)            | Partido da Mobilização Nacional (PMN)              | 193   | 8,07 | 1º mandato  |
| 3 | Marcelo Covre (2019-2020) (Iguaraçu, 30.12.1972–)        | Partido do Movimento Democrático Brasileiro (PMDB) | 177   | 7,40 | 3º mandato  |
| 4 | Leandro Rissardo de Andrade (Iguaraçu, 06.03.1973–)      | Partido Democrático Trabalhista (PDT)              | 175   | 7,32 | 2º mandato  |
| 5 | Sílvia Aparecida Vidigal Pereira (Umuarama, 14.07.1977–) | Partido Social Cristão (PSC)                       | 167   | 6,98 | 1º mandato  |
| 6 | Carlos Roberto Bacega, Robertão (Maringá, 27.09.1974–)   | Partido Democrático Trabalhista (PDT)              | 155   | 6,48 | 1º mandato  |
| 7 | Márcio Cione Rissardo, Batata (Astorga, 16.11.1978–)     | Partido do Movimento Democrático Brasileiro (PMDB) | 151   | 6,31 | 2º mandato  |
| 8 | Odirlei Zavatini (Iguaraçu, 27.05.1976–)                 | Partido da Social Democracia Brasileira (PSDB)     | 148   | 6,19 | 4º mandato  |
| 9 | Pedro Moraes (2017-2018) (Astorga, 27.11.1961–)          | Partido Social Liberal (PSL)                       | 108   | 4,52 | 5º mandato  |

### 6ª Legislatura (2013–2016)
Estes são os vereadores eleitos nas eleições de 7 de outubro de 2012, pelo período de 1° de janeiro de 2013 a 31 de dezembro de 2016:
|   | Nome                                                                       | Partido                                            | Votos | %    | Observações |
| - | -------------------------------------------------------------------------- | -------------------------------------------------- | ----- | ---- | ----------- |
| 1 | Josemir Marcos Maesta, Zeca (Iguaraçu, 02.10.1969–)                        | Partido da Mobilização Nacional (PMN)              | 175   | 7,50 | 1º mandato  |
| 2 | Marcelo Covre (Iguaraçu, 30.12.1972–)                                      | Partido do Movimento Democrático Brasileiro (PMDB) | 167   | 7,16 | 2º mandato  |
| 3 | Yara Pricila de Oliveira (Iguaraçu, 18.12.1985–)                           | Partido da Mobilização Nacional (PMN)              | 154   | 6,60 | 1º mandato  |
| 4 | Pedro Moraes (2013-2014) (Astorga, 27.11.1961–)                            | Partido Social Liberal (PSL)                       | 126   | 5,40 | 4º mandato  |
| 5 | Odirlei Zavatini (Iguaraçu, 27.05.1976–)                                   | Partido da Social Democracia Brasileira (PSDB)     | 123   | 5,27 | 3º mandato  |
| 6 | Márcio Cione Rissardo, Batata (Astorga, 16.11.1978–)                       | Partido do Movimento Democrático Brasileiro (PMDB) | 121   | 5,18 | 1º mandato  |
| 7 | Alexandre de Sousa Profeta, Panda (2015-2016) (Moreira Sales, 24.10.1985–) | Partido Democrático Trabalhista (PDT)              | 106   | 4,54 | 1º mandato  |
| 8 | Adnilson Laureano, Chicão Suvela (Astorga, 26.11.1968–)                    | Partido do Movimento Democrático Brasileiro (PMDB) | 101   | 4,33 | 1º mandato  |
| 9 | Leandro Rissardo de Andrade (Iguaraçu, 06.03.1973–)                        | Partido Democrático Trabalhista (PDT)              | 88    | 3,77 | 1º mandato  |

### 5ª Legislatura (2009–2012)
Estes são os vereadores eleitos nas eleições de 5 de outubro de 2008, pelo período de 1° de janeiro de 2009 a 31 de dezembro de 2012:
|   | Nome                                                           | Partido                                            | Votos | %    | Observações |
| - | -------------------------------------------------------------- | -------------------------------------------------- | ----- | ---- | ----------- |
| 1 | Rogério Aparecido Bernardo (2011-2012) (Iguaraçu, 25.03.1982–) | Partido Social Liberal (PSL)                       | 185   | 8,40 | 1º mandato  |
| 2 | Marcelo Covre (Iguaraçu, 30.12.1972–)                          | Partido do Movimento Democrático Brasileiro (PMDB) | 162   | 7,35 | 1º mandato  |
| 3 | Valcir Aparecido de Souza, Zé Trovão (Ângulo, 12.10.1971–)     | Partido Democrático Trabalhista (PDT)              | 147   | 6,67 | 1º mandato  |
| 4 | Zenilto Detoni, Fidi (Iguaraçu, 30.07.1966–)                   | Partido Democrático Trabalhista (PDT)              | 132   | 5,99 | 1º mandato  |
| 5 | Moisés Gomes da Silva (2009-2010) (Iguaraçu, 07.07.1960–)      | Partido Progressista (PP)                          | 129   | 5,86 | 3º mandato  |
| 6 | José dos Santos Buzatto (Iguaraçu, 01.01.1961–)                | Partido da Social Democracia Brasileira (PSDB)     | 126   | 5,72 | 3º mandato  |
| 7 | Pedro Moraes (Astorga, 27.11.1961–)                            | Partido Social Liberal (PSL)                       | 123   | 5,58 | 3º mandato  |
| 8 | Rondineli Cleytom de Oliveira, Dineli (Iguaraçu, 18.03.1982–)  | Partido Progressista (PP)                          | 92    | 4,18 | 1º mandato  |
| 9 | Armando Lavanholi (Rolândia, 11.08.1951–)                      | Partido do Movimento Democrático Brasileiro (PMDB) | 84    | 3,81 | 2º mandato  |

### 4ª Legislatura (2005–2008)
Estes são os vereadores eleitos nas eleições de 3 de outubro de 2004, pelo período de 1° de janeiro de 2005 a 31 de dezembro de 2008:
|   | Nome                                                                    | Partido                                            | Votos | %    | Observações |
| - | ----------------------------------------------------------------------- | -------------------------------------------------- | ----- | ---- | ----------- |
| 1 | José dos Santos Buzatto, Zé Buzatto (2005-2006) (Iguaraçu, 01.01.1961–) | Partido da Social Democracia Brasileira (PSDB)     | 159   | 7,59 | 2º mandato  |
| 2 | Odirlei Zavatini (Iguaraçu, 27.05.1976–)                                | Partido Social Liberal (PSL)                       | 159   | 7,59 | 2º mandato  |
| 3 | Armando Lavanholi (Rolândia, 11.08.1951–)                               | Partido do Movimento Democrático Brasileiro (PMDB) | 126   | 6,01 | 1º mandato  |
| 4 | Sirley Denipotti (Iguaraçu, 17.07.1960–)                                | Partido da Social Democracia Brasileira (PSDB)     | 122   | 5,82 | 1º mandato  |
| 5 | Primo Vandanir Bozelhe (Iguaraçu, 01.01.1956–)                          | Partido do Movimento Democrático Brasileiro (PMDB) | 122   | 5,82 | 1º mandato  |
| 6 | Rolphe Eter Bianchini, Rolfe (2007-2008) (Maringá, 07.05.1971–)         | Partido Democrático Trabalhista (PDT)              | 121   | 5,78 | 2º mandato  |
| 7 | João Risardo, Jacaré (Iguaraçu, 02.10.1955–)                            | Partido do Movimento Democrático Brasileiro (PMDB) | 118   | 5,63 | 4º mandato  |
| 8 | Alvarínio Lima (Floresta, 12.02.1962–)                                  | Partido Progressista (PP)                          | 79    | 3,77 | 1º mandato  |
| 9 | Pedro Moraes (Astorga, 27.11.1961–)                                     | Partido Social Liberal (PSL)                       | 73    | 3,48 | 2º mandato  |

### 3ª Legislatura (2001–2004)
Estes são os vereadores eleitos nas eleições de 1º de outubro de 2000, pelo período de 1° de janeiro de 2001 a 31 de dezembro de 2004:
|   | Nome                                                           | Partido                                            | Votos | %    | Observações |
| - | -------------------------------------------------------------- | -------------------------------------------------- | ----- | ---- | ----------- |
| 1 | Odirlei Zavatini, Dirlei (Iguaraçu, 27.05.1976–)               | Partido Republicano Progressista (PRP)             | 159   | 8,01 | 1º mandato  |
| 2 | Erivaldo Lourenço da Silva (Sertaneja, 29.05.1959–)            | Partido da Frente Liberal (PFL)                    | 110   | 5,54 | 3º mandato  |
| 3 | Maria de Lourdes Laureano (Sertanópolis, 28.08.1946–)          | Partido da Social Democracia Brasileira (PSDB)     | 102   | 5,14 | 3º mandato  |
| 4 | José dos Santos Buzatto (Iguaraçu, 01.01.1961–)                | Partido da Social Democracia Brasileira (PSDB)     | 98    | 4,94 | 1º mandato  |
| 5 | Donizete Fernandes de Lima (2001-2004) (Rolândia, 19.10.1962–) | Partido Democrático Trabalhista (PDT)              | 81    | 4,08 | 3º mandato  |
| 6 | Dirceu José Mazzaron, Beke (Rolândia, 15.02.1949–)             | Partido Progressista Brasileiro (PPB)              | 76    | 3,83 | 1º mandato  |
| 7 | João Risardo, Jacaré (Iguaraçu, 02.10.1955–)                   | Partido do Movimento Democrático Brasileiro (PMDB) | 71    | 3,58 | 3º mandato  |
| 8 | Levi dos Santos Lima, Cabeleireiro (Iretama, 13.01.1975–)      | Partido Progressista Brasileiro (PPB)              | 58    | 2,92 | 1º mandato  |
| 9 | Aparecida Rissardo Maesta (Bela Vista do Paraíso, 16.09.1949–) | Partido do Movimento Democrático Brasileiro (PMDB) | 57    | 2,87 | 1º mandato  |

### 2ª Legislatura (1997–2000)
Estes são os vereadores eleitos nas eleições de 3 de outubro de 1996, pelo período de 1° de janeiro de 1997 a 31 de dezembro de 2000:
|   | Nome                                                            | Partido                                            | Votos | %    | Observações |
| - | --------------------------------------------------------------- | -------------------------------------------------- | ----- | ---- | ----------- |
| 1 | Moisés Gomes da Silva (1997-1998) (Iguaraçu, 07.07.1960–)       | Partido da Social Democracia Brasileira (PSDB)     | 154   | 9,22 | 2º mandato  |
| 2 | Antônio Aparecido dos Santos (Iguaraçu, 27.03.1945–)            | Partido da Frente Liberal (PFL)                    | 144   | 8,62 | 1º mandato  |
| 3 | Erivaldo Lourenço da Silva (1999-2000) (Sertaneja, 29.05.1959–) | Partido da Frente Liberal (PFL)                    | 123   | 7,36 | 2º mandato  |
| 4 | Maria de Lourdes Laureano (Sertanópolis, 28.08.1946–)           | Partido da Social Democracia Brasileira (PSDB)     | 108   | 6,47 | 2º mandato  |
| 5 | José Luiz Bossi (Iguaraçu, 15.05.1973–)                         | Partido da Social Democracia Brasileira (PSDB)     | 97    | 5,81 | 1º mandato  |
| 6 | José Norberto Dias (Salinas, 03.03.1942–)                       | Partido da Frente Liberal (PFL)                    | 92    | 5,51 | 1º mandato  |
| 7 | João Risardo (Iguaraçu, 02.10.1955–)                            | Partido do Movimento Democrático Brasileiro (PMDB) | 76    | 4,55 | 2º mandato  |
| 8 | Donizete Fernandes de Lima (Rolândia, 19.10.1962–)              | Partido Democrático Trabalhista (PDT)              | 66    | 3,95 | 2º mandato  |
| 9 | Rolphe Eter Bianchini (Maringá, 07.05.1971–)                    | Partido Democrático Trabalhista (PDT)              | 59    | 3,53 | 1º mandato  |

### 1ª Legislatura (1993–1996)
Estes são os vereadores eleitos nas eleições de 3 de outubro de 1992, pelo período de 1° de janeiro de 1993 a 31 de dezembro de 1996:
|   | Nome                                                            | Partido                                            | Votos | Observações |
| - | --------------------------------------------------------------- | -------------------------------------------------- | ----- | ----------- |
| 1 | Joaquim da Costa                                                | Partido Social Trabalhista (PST)                   | 130   | 1º mandato  |
| 2 | Pedro Moraes (Astorga, 27.11.1961–)                             | Partido do Movimento Democrático Brasileiro (PMDB) | 78    | 1º mandato  |
| 3 | Moisés Gomes da Silva (1993-1994) (Iguaraçu, 07.07.1960–)       | Partido Social Trabalhista (PST)                   | 74    | 1º mandato  |
| 4 | Maria de Lourdes Laureano (Sertanópolis, 28.08.1946–)           | Partido Social Trabalhista (PST)                   | 74    | 1º mandato  |
| 5 | Erivaldo Lourenço da Silva (1995-1996) (Sertaneja, 29.05.1959–) | Partido Social Trabalhista (PST)                   | 73    | 1º mandato  |
| 6 | Milton Pereira (Pitangueiras, 30.08.1965–)                      | Partido do Movimento Democrático Brasileiro (PMDB) | 66    | 1º mandato  |
| 7 | Donizete Fernandes de Lima (Rolândia, 19.10.1962–)              | Partido Social Trabalhista (PST)                   | 65    | 1º mandato  |
| 8 | João Risardo (Iguaraçu, 02.10.1955–)                            | Partido do Movimento Democrático Brasileiro (PMDB) | 62    | 1º mandato  |
| 9 | José Assis de Oliveira (Teófilo Otoni, 16.09.1952–)             | Partido Social Trabalhista (PST)                   | 62    | 1º mandato  |

### Legenda
| cor  | significado          |
| Bege | Presidente da Câmara |
| Azul | Suplente             |